# Holtwick (Haltern)
Holtwick is een plaats in de Duitse gemeente Haltern am See, deelstaat Noordrijn-Westfalen, en telt 854 inwoners (2006).